# Schmiedefeld am Rennsteig
Schmiedefeld am Rennsteig település Németországban, azon belül Türingiában. Lakosainak száma 1653 fő (2017. december 31.). Schmiedefeld am Rennsteig Gehlberg és Frauenwald községekkel határos.

## Népesség
A település népességének változása:

| 2017 | 1 653 |